# Porcellionides virescens
Porcellionides virescens är en kräftdjursart som först beskrevs av Gustav Budde-Lund 1879.  Porcellionides virescens ingår i släktet Porcellionides och familjen Porcellionidae. Inga underarter finns listade i Catalogue of Life.